# Liješnje (Podgorica)
Pour les articles homonymes, voir Liješnje.
Liješnje (en serbe cyrillique : Лијешње) est un village de l'est du Monténégro, dans la municipalité de Podgorica.

## Démographie

### Évolution historique de la population
| 1948 | 1953 | 1961 | 1971 | 1981 | 1991 | 2003 |
| ---- | ---- | ---- | ---- | ---- | ---- | ---- |
| 177  | 190  | 184  | 145  | 112  | 99   | 116  |